# 8222 Gellner
8222 Gellner (1996 OX) là một tiểu hành tinh vành đai chính được phát hiện ngày 22 tháng 7 năm 1996 bởi M. Tichy và Z. Moravec ở Klet.